# Kosarjeva ulica

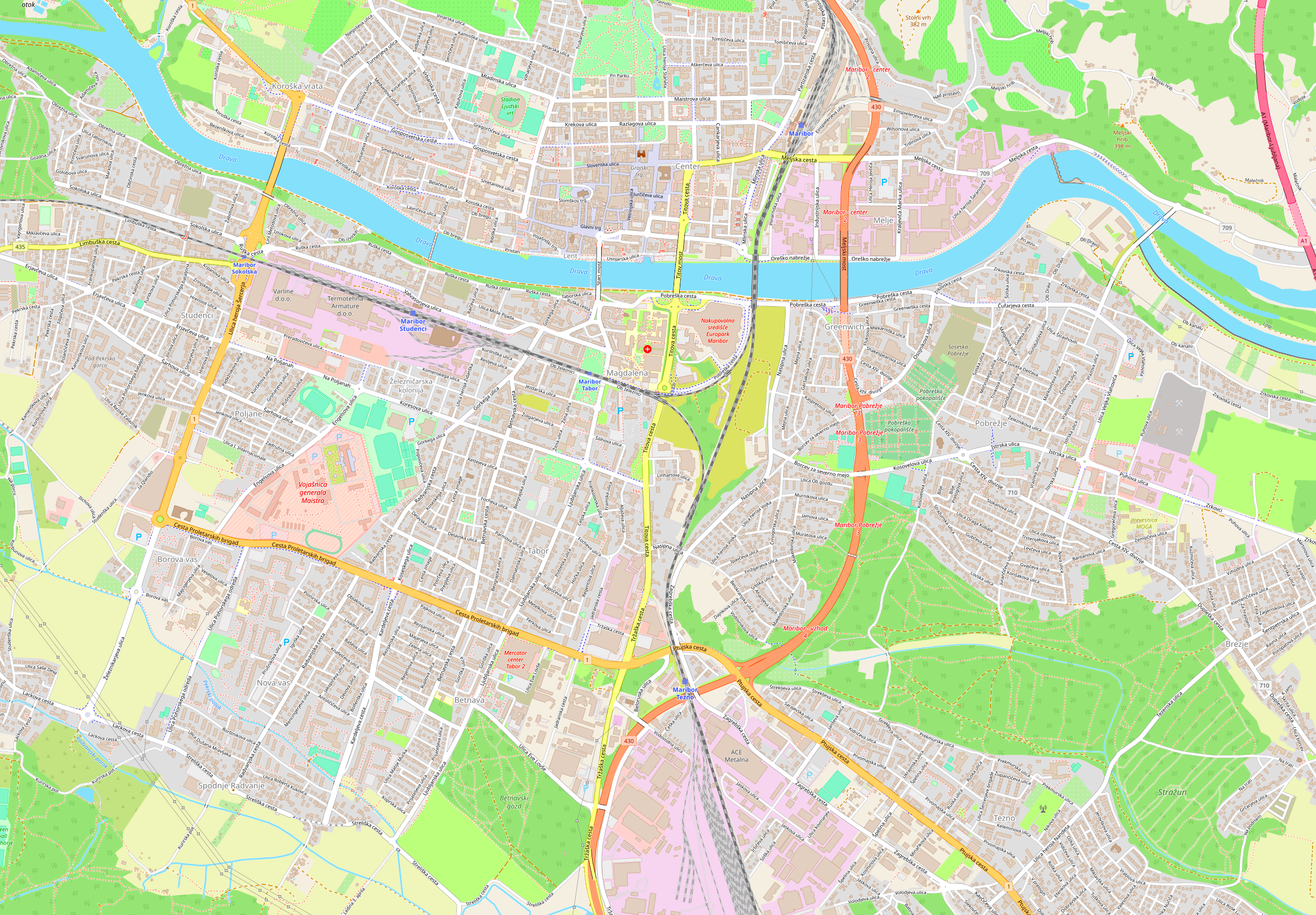

Kosarjeva ulica (Kosargasse) ist der Name einer Straße im Stadtbezirk Koroška Vrata in Maribor (Slowenien). Sie ist benannt nach dem slowenischen Schriftsteller und Theologen Franc Kosar (1823–1894).

## Geschichte
Im Jahr 1904 erhielt eine neue Straße in der Kärnter Vorstadt den Namen Anzengruber-Gasse nach dem Volksschriftsteller und Schauspieler Ludwig Anzengruber (1839–1889). Im Jahr 1919 und erneut im Mai 1945 erhielt sie ihren heutigen Namen. Nach der deutschen Besetzung Maribors im Jahr 1941 war die Straße wieder in Anzengruber-Gasse umbenannt worden.

## Lage
Die Straße beginnt an der Koroška cesta östlich der Koroška most zwischen Turnerjeva ulica und Kočevarjeva ulica. Sie verläuft in nordöstlicher Richtung in einem Bogen bis zur Kreuzung mit der Vrbanska cesta, quert dann die Mladinska ulica und mündet in die Kamniška ulica. 

## Abzweigende Straßen
Die Kosarjeva ulica berührt folgende Straßen (von Süden nach Norden): Smetanova ulica, Gosposvetska cesta, Hermankova ulica, Medvedova ulica, Rosinova ulica, Vrbanska cesta, Mladinska ulica.